# Choinka (film 1991)
Choinka (ang. The Christmas Tree) – amerykańsko-brazylijski krótkometrażowy film animowany z 1991 roku w reżyserii Flamariona Ferreiry o sierocińcu prowadzonym przez złą panią Mavildę, która wydaje darowizny na gry pokerowe, a nie na ubrania dla dzieci.

## Obsada (głosy)
- William Griffin jako Narrator
- Elly Drygas jako Lilly
- Ayal Kleinman jako Pappy
- Karen Drygas jako Judy
- Paul Whyte jako Ray, Burmistrz
- Helen Quirk jako Pani Mavilda
- Maya Melczer jako Louie
- Maki Becker jako Sharah, Helen
- Michele Becker jako Maria
- Leana Kleinman jako Bob
- William Griffin jako Buzz, Święty Mikołaj

Źródło:

## Wersja polska
W Polsce film został wydany na VHS przez Eurokadr Home Video z angielskim dubbingiem i polskim lektorem, którym był Janusz Kozioł.

## Krytyka
Film otrzymał negatywne recenzje. Uważa się go za jeden z najgorszych świątecznych filmów. Krytyka dotyczyła m.in. animacji, obsady głosowej i scenariusza. Został oceniony w Nostalgia Critic w video "The Worst Christmas Special Ever", w którym Doug Walker wyśmiewał się z tego, że film jest zabawnie zły.